# آدریانو ریبیرو
آدریانو ریبیرو (انگلیسی: Adriano؛ زادهٔ ۱۶ ژوئن ۲۰۰۶) بازیکن فوتبال اهل برزیل است که در پست مهاجم برای سرانو بازی می‌کند.